# Nikita (Dobronrawow)
Igumen Nikita (ros. Игумен Никита, imię świeckie: Oleg Stanisławowicz Dobronrawow, Олег Станиславович Добронравов; ur. 1 stycznia 1962 w Muromie) – igumen Rosyjskiego Kościoła Prawosławnego, historyk, znawca prawa kościelnego.

## Młodość i edukacja
Oleg S. Dobronrawow urodził się w miejscowości Murom w obwodzie włodzimierskim, w rodzinie prawosławnego kapłana. Naukę w seminarium duchownym rozpoczął w Moskwie, zaś ukończył w 1994. Kontynuował studia teologiczne w Moskiewskiej Akademii Duchownej, które ukończył w 1998.

## Kariera duchowna
Od 1991 pracował jako sekretarz biskupa włodzimierskiego i suzdalskiego Eulogiusza. Od 1997 był pracownikiem Wydziału Stosunków Zewnętrznych Patriarchatu Moskiewskiego. 15 kwietnia 2000 złożył śluby zakonne przed metropolitą smoleńskim i kaliningradzkim Cyryla I i przyjął imię zakonne Nikita. Cztery dni później został wyświęcony na hierodiakona, a 29 kwietnia 2000 – na hieromnicha w soborze Zaśnięcia Matki Bożej w Smoleńsku. W 2001 został wysłany do Turku (Finlandia), gdzie miał zostać opiekunem cerkwi prawosławnej działającej przy konsulacie rosyjskim. 21 września 2006 otrzymał godność igumena.

## Publikacje
- Митрополит Діонісій (Валединський), Першоієрарх Польської Православної Церкви - уродженець м. Мурома. / / Муром православний (альманах). – Муром. – 2007. – 4. – С.26–33.
- Old believers in China 1917—1958. NY., 2007
- Historien om översättning av ortodoxa liturgiska texter till svenska. — Åbo. — 2008.
- Den ortodoxa kyrkan i Sverige. — Åbo. — 2009.